# Sakya Pandita

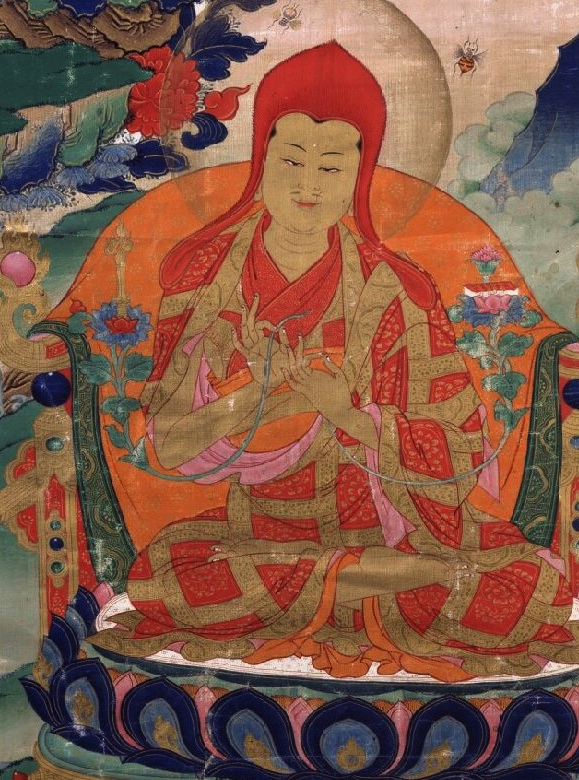
Sakya Paṇḍita Kunga Gyeltsen

Sakya Pandita Kunga Gyeltsen (mongol : Саж Бандид Гунгаажалцан, translittération : Saj bandid Gungaajaltsan, bandi signifiant novice en mongol) ou Kunga Gylatshan Pal Zangpo (1182–1251) était un dirigeant spirituel tibétain et un bouddhiste érudit. Il fut le 4e des cinq Maîtres fondateurs de l’école Sakyapa du Tibet et le 6e Sakya Trizin. À partir de 1247, il devint le conseiller bouddhiste du prince Godan, entamant une alliance entre Sakyapa et le pouvoir mongol de la dynastie Yuan qui allait durer un siècle.

## Introduction
Kunga Gyeltsen est généralement appelé simplement Sakya Pandita, un titre qui lui fut donné en reconnaissance de son érudition et de ses connaissances en sanscrit. Il est considéré comme une émanation du Bodhisattva Manjusri, la personnification de la sagesse de tous les Bouddhas.
Il était connu pour son érudition en Inde, en Chine, en Mongolie et au Tibet et était compétent dans cinq grandes sciences dont la médecine, la grammaire, la dialectique et la littérature sanscrite sacrée de même que les sciences mineures de rhétorique, synonymies, poésie, danse et l'astrologie. Il est considéré comme le 4e des cinq Maîtres fondateurs de l’école Sakyapa du Tibet et le 6e Sakya Trizin, et une des personnalités les plus importantes de la lignée Sakyapa.
Il est né à Sakya dans la famille noble de Jam-yan-gon.
Son père était Palchen de Öpochey. Sakya Pandita était le neveu, et devint le principal disciple de Jetsun Dakpa Gyeltsen ou Drakpa Gyaltsen (1147-1216).
Sakya Pandita était aussi un grand logicien et un grand philosophe : il composa, en particulier,  le Trésor de Logique sur la Connaissance Valide (Tsod-ma rigs-gter) et la Discrimination des Trois Vœux (sDom-gsum rab-dbye) qui eurent une grande influence sur Gorampa et toute la tradition sakyapa. Il a aussi écrit un recueil de préceptes moraux en vers qui a été imité par d'autres et traduit en mongol. Il s'est focalisé sur la doctrine et la logique "se basant sur le Pramanavarttika de Dharmakirti" et était très intéressé par la rhétorique.

## Relation politique avec l’empire mongol
Après la mort de Gengis Khan en 1227, les Tibétains arrêtèrent d’envoyer leur tribut aux Mongols. En conséquence, en 1239-1240, le prince Godan, petit-fils de Gengis Khan et deuxième fils de Ögödei Khan, mena un raid dans la région de Lhassa, tuant quelque 500 moines et pillant des monastères, des villages et des villes. Deux monastères Kadampa furent détruits. Poursuivant la politique mongole de contrôle des régions soumises par l'intermédiaire de potentats locaux, et imitant les Tangoutes qui avaient établi avec les lamas tibétains des relations patron-conseiller religieux, Godan demanda à ses commandants de chercher un lama remarquable. Ce fut finalement à Sakya Pandita, lama considéré, que Godan envoya une lettre d' "invitation" et des présents.

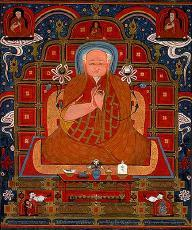
Drogön Chögyal Phagpa (1235-1280), l’un des cinq fondateurs de sakyapa, premier lama vice-roi du Tibet

En 1244, Sakya Pandita fut convoqué par Godan et entreprit le voyage vers le camp royal avec deux de ses jeunes neveux, Drogön Chögyal Phagpa, dix ans et Chhana, six ans, qui a par la suite publié un recueil des écrits de Sakya Pandita.
En chemin, ils s'arrêtèrent à Lhassa, où Phagpa prononça ses vœux de moine bouddhiste novice devant la statue du Jowo installée au Jokhang et offerte par la princesse Wencheng, l'épouse chinoise de Songsten Gampo. Sakya Pandita rejoignit en 1247 le camp de Godan à Liangzhou dans l'actuelle province de Gansu, où les troupes mongoles exterminaient les Chinois Han en les jetant dans un fleuve. Sakya Pandita, horrifié, donna des instructions religieuses, notamment que tuer un être est un des pires actes selon le Dharma du Bouddha. Il écrivit alors une lettre aux chefs du Tibet et leur demandèrent de se rendre au pouvoir mongol. Sakya Pandita impressionna les proches du prince par sa personnalité et ses puissants enseignements ; il aurait aussi guéri Godan d'une maladie de peau tenace. Aidé de Phagpa, il adapta l’écriture ouïghour afin que les Écritures bouddhistes puissent être traduites et retranscrite en mongol qui, jusqu'à ce moment, était une langue uniquement orale. En retour, l'autorité temporelle sur les treize myriarchies [Trikor Chuksum] du Tibet Central lui fut donnée et il fut nommé vice-roi du Tibet central, les provinces tibétaines de Kham et d'Amdo étant sous le contrôle des Mongols.
Sakya Pandita passa 4 ans auprès du prince Godan. En 1251, juste avant sa mort, il écrivit une dernière lettre au Tibet faisant de son neveu Chogyal Phagpa son héritier : « Le Prince m'a dit que si les Tibétains, en matière de religion, aidaient les Mongols, ils recevraient en retour un soutien en matière temporelle. De cette façon, nous pourrons répandre notre religion au loin. Le Prince ne fait que commencer à comprendre notre religion. Si je reste plus longtemps, je suis sûr que je pourrai répandre la religion de Bouddha au-delà du Tibet et ainsi, aider mon pays. Le Prince me dit qu'il ne dépend que de lui de faire du bien au Tibet, et que de moi de lui faire du bien à lui. Je deviens vieux, et je ne vivrais plus très longtemps. Que cela ne vous fasse pas peur, car j'ai transmis tout ce que je sais à mon neveu, Phagpa. » Il transmit avant sa mort son autorité religieuse à Phagpa en lui donnant sa conque et son bol de mendiant.
Sakya Pandita mourut en 1251, à l'âge de 70 ans, au temple de la Pagode blanche (白塔寺, báitǎsì) de Liangzhou (Gyu-ma) où ses restes furent conservés[réf. nécessaire]. Le prince Godan mourut peu après la même année. Après sa mort, Phagpa resta au camp de Zhibi Timur, fils de Godan. Il avait appris à parler le mongol, et cinq ans plus tard passa au service de Kubilai Khan qui lui demanda notamment de concevoir une nouvelle Écriture pour unifier l'écriture multilingue de l’Empire mongol. En réponse, Chögyal Phagpa modifia l'écriture tibétaine traditionnelle et créa une nouvelle série de caractères appelé l'Écriture Phagspa qui fut achevée en 1268.
Ainsi commença une alliance forte et Sakya Dansa, siège du monastère de Sakya, devint la capitale du Tibet. Cette situation dura jusqu'au milieu du XIVe siècle. Pendant le règne du 14e Sakya Trizin Sonam Gylatsen, la province tibétaine Centrale de U fut prise par le myriarche Changchub Gyaltsen, marquant le « commencement de la fin de la période de pouvoir des Sakyapa au Tibet Central »,.

## La lignée des panchen-lamas

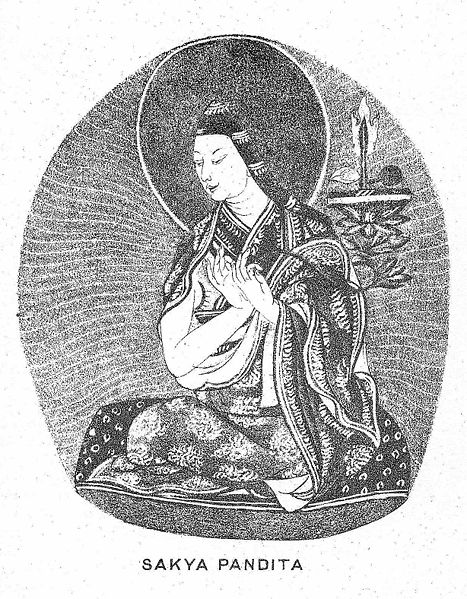
Représentation de Sakya Pandita publiée en 1882.

Dans la lignée des panchen-lamas du Tibet, il est considéré qu’il y eut 4 incarnations indiennes et 3 incarnations tibétaines du Bouddha Amitabha avant Khedrup Gelek Pelzang, qui fut reconnu comme le premier panchen-lama. La lignée commence avec Subhuti, un des disciples originaux de Gautama Bouddha. Sakya Pandita est considéré comme étant la 2e incarnation tibétaine du Bouddha Amitabha dans cette lignée,.